# Miss Israel

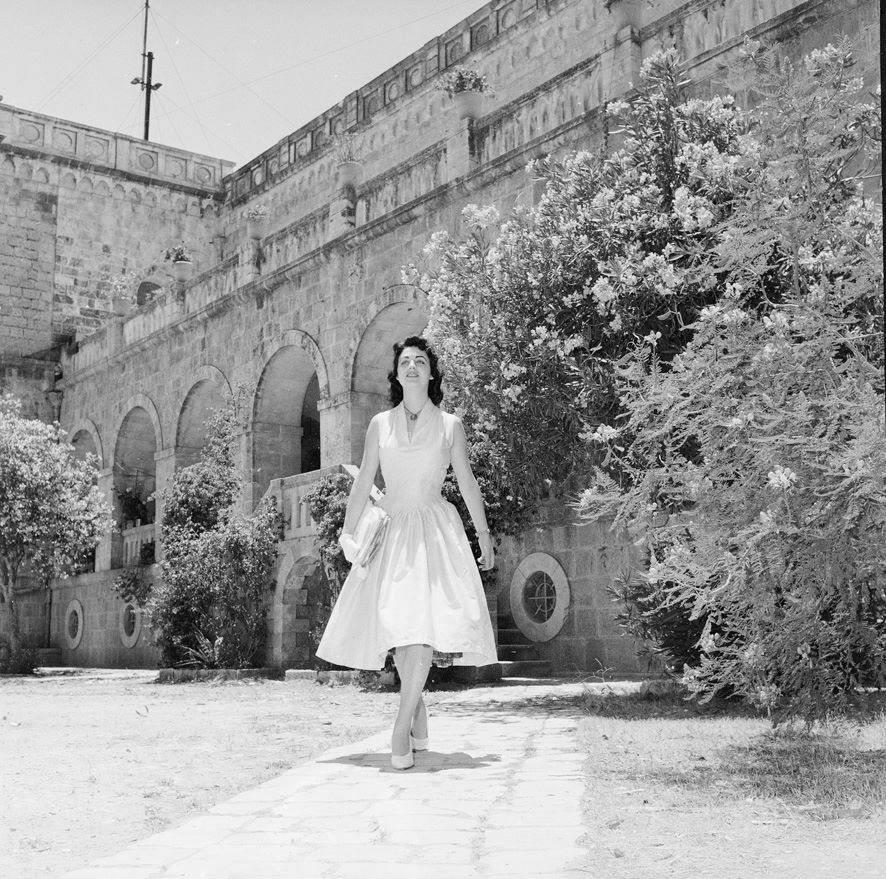
Miriam Hadar, Miss Israel 1958

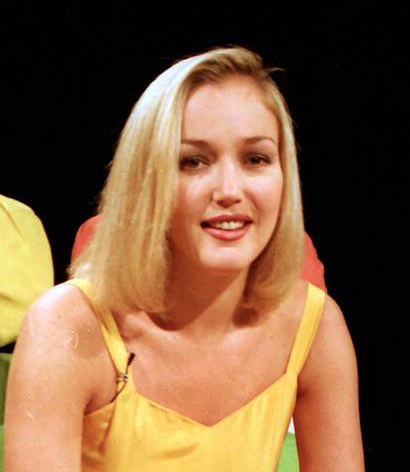
Sapir Koffman, Miss Israel 1984

Miss Israel kallas den som vinner den nationella skönhetstävlingen i Israel, och som sedan representerar Israel i Miss Universum. Tävlingen har historiskt sett sponsrats av damtidningen La’Isha sedan dess start. 
Kända vinnare:
- Gal Gadot: Känd skådespelerska som vann Miss Israel 2004 vid 18 års ålder och senare blev internationellt erkänd för sin roll som Wonder Woman.

Senaste utvecklingar:
Under de senaste åren har Miss Israel-tävlingen fortsatt att vara en plattform för unga kvinnor att representera Israel på den internationella scenen. Till exempel kröntes Noa Cochva till Miss Israel 2021 och deltog i Miss Universum samma år.

## Vinnare
- 1950 Miriam Jaron
- 1951 Michal Har'el
- 1952 Ora Vered
- 1953 Chavatzelet Dror
- 1954 Aviva Pe'er
- 1955 Ilana Karmel
- 1956 Sara Tal
- 1957 Atara Barzilay
- 1958 Miriam Chadar
- 1959 Rina Jicchakov
- 1960 Aliza Gur
- 1961 Dalia Lion
- 1962 Jehudit Mazor
- 1963 Ester Kfir
- 1964 Ronit Rinat
- 1965 Aliza Sadeh
- 1966 Aviva Jisra'eli
- 1967 Batia Kabiri
- 1968 Miri Zamir
- 1969 Chava Levy
- 1970 Mosit Ciporin